# Rhopus mucius
Rhopus mucius är en stekelart som beskrevs av Sharkov 1986. Rhopus mucius ingår i släktet Rhopus och familjen sköldlussteklar. Inga underarter finns listade i Catalogue of Life.